# آن إبراهام
آن إبراهام (بالإنجليزية: Ann Abraham)‏ هي موظفة مدنية بريطانية، ولدت في 25 أغسطس 1952.